# Joana de Valois (reina de Navarra)
Joana de França o Joana de Valois (Châteauneuf-sur-Loire, Regne de França, 24 de juny de 1343 - Evreux, Navarra, 3 de novembre de 1373), princesa francesa i reina consort de Navarra (1351 - 1373). Era filla del rei Joan II de França i la seva esposa Bonna de Luxemburg. Era neta per línia paterna de Felip VI de França i Joana de Borgonya, i per línia materna de Joan I de Luxemburg i Elisabet de Bohèmia. Fou germana petita del rei Carles V de França i els ducs Lluís I d'Anjou i Felip II de Borgonya. Es casà el 1347 al castell de Vincennes amb el duc Enric de Brabant. D'aquesta unió no hi hagué fills. Es casà a Vivier-en-Brie de 1351 amb el rei Carles II de Navarra. D'aquesta unió nasqueren:
- la infanta Maria de Navarra (1360 - 1410), casada el 1393 amb Alfons V de Ribagorça
- l'infant Carles III de Navarra (1361 - 1425), rei de Navarra
- la infanta Bona de Navarra (1364-d1389)
- l'infant Pere de Navarra (1366 - 1412), comte de Mortain
- l'infant Felip de Navarra (1368)
- la infanta Joana de Navarra (1370 - 1437), casada el 1386 amb Joan V de Bretanya i el 1403 amb Enric IV d'Anglaterra
- la infanta Blanca de Navarra (1372 - 1385)